# Aizō Tōge
Aizō Tōge (愛憎峠) é um filme japonês de 1934, em preto e branco, dirigido por Kenji Mizoguchi e produzido por Nikkatsu Tamagawa. É um filme perdido.